# Avenida Devon (Chicago)
La Avenida Devon o  Devon Avenue es una calle de sentido este-oeste en el área metropolitana de Chicago.  Inicia en Sheridan Road en Chicago, con límite del Lago Míchigan, girando al oeste para unirse con Higgins Road cerca del Aeropuerto Internacional O'Hare.  Devon continua en el lado contrario del aeropuerto, continuando sobre los suburbios del noroccidente de Chicago. En los suburbios al noroeste del Aeropuerto O'Hare, la Avenida Devon es la frontera límite del condado de Cook y el condado de DuPage. La calle está localizada en 6400 N en el Sistema de Dirección de Chicago.